# Московский театр комедии
Московский театр комедии — театр в Москве.

## История
Датой основания театра считается 31 января 2009 года. В этот день состоялась премьера спектакля «Номер 13» по пьесе Рея Куни (режиссёр — Сергей Ефремов).
Просуществовав один сезон, блестящую постановку сняли с репертуара ТИ им. Б. Щукина, в связи с выпуском студентов.
Выпускник и режиссёр спектакля искал возможность продолжить играть «Номер 13». В этом же году он приходит работать в театр «Ромэн» и встречает Климушина Александра — зав. ХПЧ,с которым они решают возобновить постановку. За собственные средства восстанавливают декорации, покупают реквизит, костюмы и вместе с Театральным агентством «Арт-Вояж» создают фестиваль «Студенческая среда», в рамках которого, на сцене Театрального центра на Дубровке, проходит «Номер 13».
Спектакль играется ещё некоторое время, но возникают экономические проблемы и на полгода работа останавливается, но спустя полгода в 2010 году возобновляется в рамках фестиваля «Новая премьера».
В этом же году уже сформировавшаяся студенческая труппа, заявляет себя как театр — Московский театр комедии и выпускает спектакль «Любовь по тарифу» по пьесе Николая Коляды «Мы едем, едем, едем…» (Режиссёр Вячеслав Иванов).
В мае 2011 года официально организуется АНО «Московский театр комедии». Сергей Ефремов — художественный руководитель и директор.
1 мая 2013 г. На сцене Театриума на Серпуховке премьера спектакля "Истории похождений" (режиссёр — Сергей Ефремов, художник — Евгения Шутина).

## Репертуар
- 2009 г. «Номер 13» Рей Куни

Реж. — Сергей Ефремов, художник — Акинф Белов, в ролях: Сергей Ефремов, Азамат Нигманов, Екатерина Фурсенко, Антон Косточкин, Никита Заболотный, Марина Соколова, Екатерина Ефимова, Ирина Горбачёва, Татьяна Афанасьева, Николай Быстров, Тимур Еремеев, Александр Сазонов.
- 2010 г. «Любовь по тарифу» Н. Коляда

Реж. — Вячеслав Иванов, в ролях: Сергей Ефремов, Мария Сластнёнкова, Екатерина Ефимова.
- 2013 г. «Истории  похождений»

Реж. — Сергей Ефремов, художник — Евгения Шутина, в ролях: Алексей Ягудин, Мирослава Карпович

## Труппа

### Актёры
- Татьяна Афанасьева
- Ирина Горбачёва
- Тимур Еремеев
- Екатерина Ефимова
- Александр Зачиняев
- Азамат Нигманов
- Александр Сазонов
- Мария Сластнёнкова
- Екатерина Фурсенко
- Николай Быстров
- Антон Косточкин
- Марина Соколова
- Никита Заболотный
- Евгения Грачёва

### Режиссёры
- Вячеслав Иванов

### Руководство
- Сергей Ефремов — художественный руководитель, директор